# Kldekari
Le Kldekari ou Gedaklyar ou encore Gedakliri (en géorgien კლდეკარი) est un sommet qui s'élève à 2 040 mètres d'altitude et un col de montagne de la chaîne de Trialéti, au sud de la Géorgie. Une forteresse, jadis centre du duché de Kldekari, est située aux pieds de la montagne.

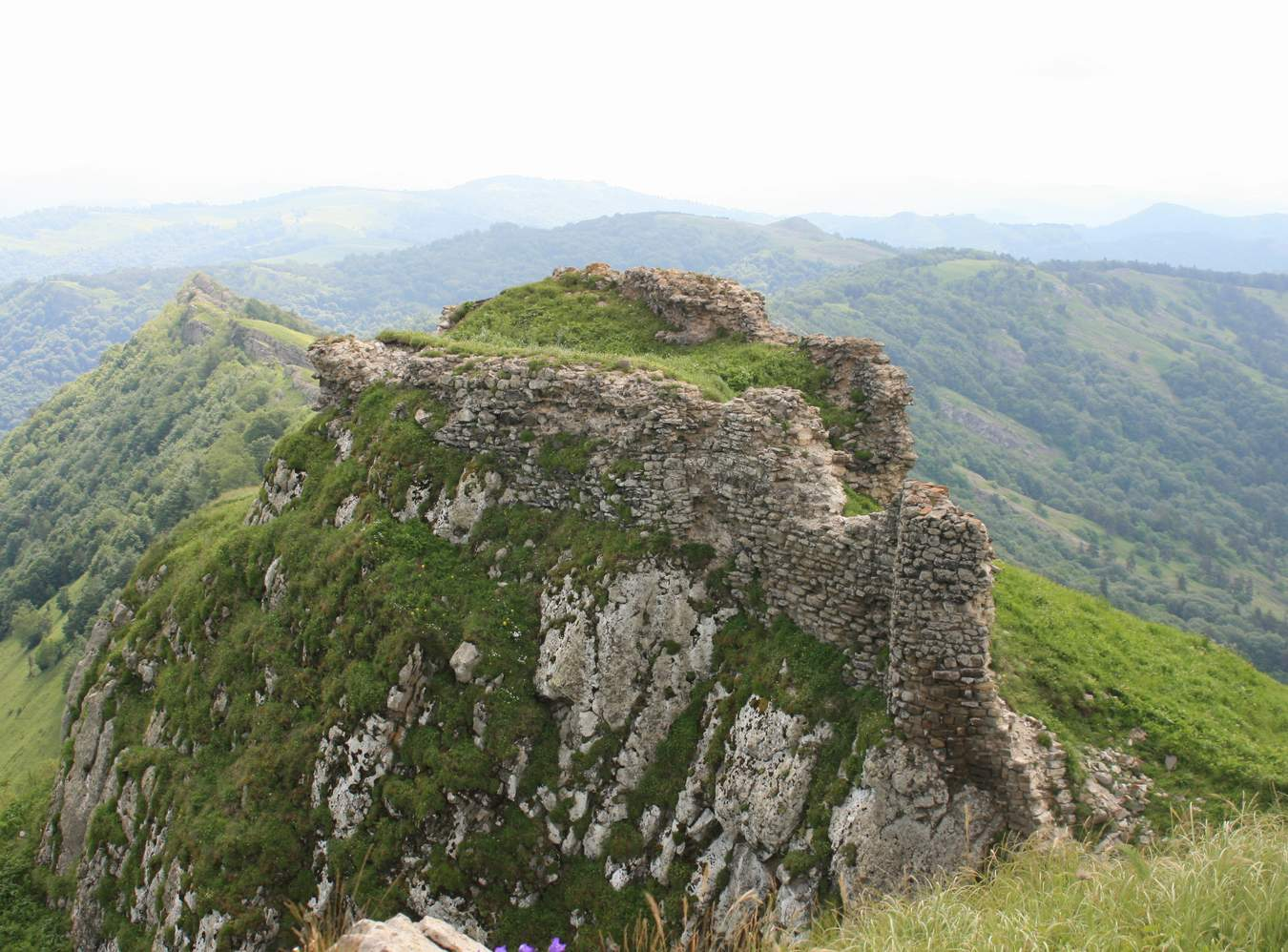
Forteresse de Kldekari en 2011.